# Чибуците
Чибуците е защитена местност в България. Намира се в землището на Сърница.
Защитената местност е с площ 4,8 ha. Обявена е на 9 януари 1989 г. с цел опазване на единственото в България находище на върболистен тъжник (Spiraea salicifolia).
В защитената местност се забраняват:
- разкриването на кариери, минно-геоложки и други дейности, с които се повреждат или изменят както естествения облик на местността или водния и режим;
- всякакво строителство;
- късане или изкореняване на тревисти растения и храсти;
- паша на домашни животни;
- извеждане на сечи освен отгледни и санитарни.[1]